# Tailtiu
Tailtiu – w mitologii goidelskiej bogini ziemi. Wychowywała Lugha. Jej mężem był Eochaid mac Eirc, mityczny król Irlandii.